# Palazzolo sull'Oglio
Palazzolo sull'Oglio är en ort och kommun i provinsen Brescia i regionen Lombardiet i Italien. Kommunen hade 20 104 invånare (2018).